# Sojoez TMA-01M
Sojoez TMA-01M (Russisch: Союз ТМА-01M) was een vlucht naar het Internationaal ruimtestation ISS dat gelanceerd werd op 7 oktober 2010. Het zal drie bemanningsleden lanceren van ISS Expeditie 24. TMA-01M zal de 106e vlucht zijn van een Sojoez-ruimteschip, na de eerste lancering in 1967. De Sojoez zal waarschijnlijk aan het ISS gekoppeld blijven voor de duur van expeditie 25 en dient als reddingsschip.

## Bemanning
De bemanning van TMA-01M werd bekendgemaakt op 21 november 2008

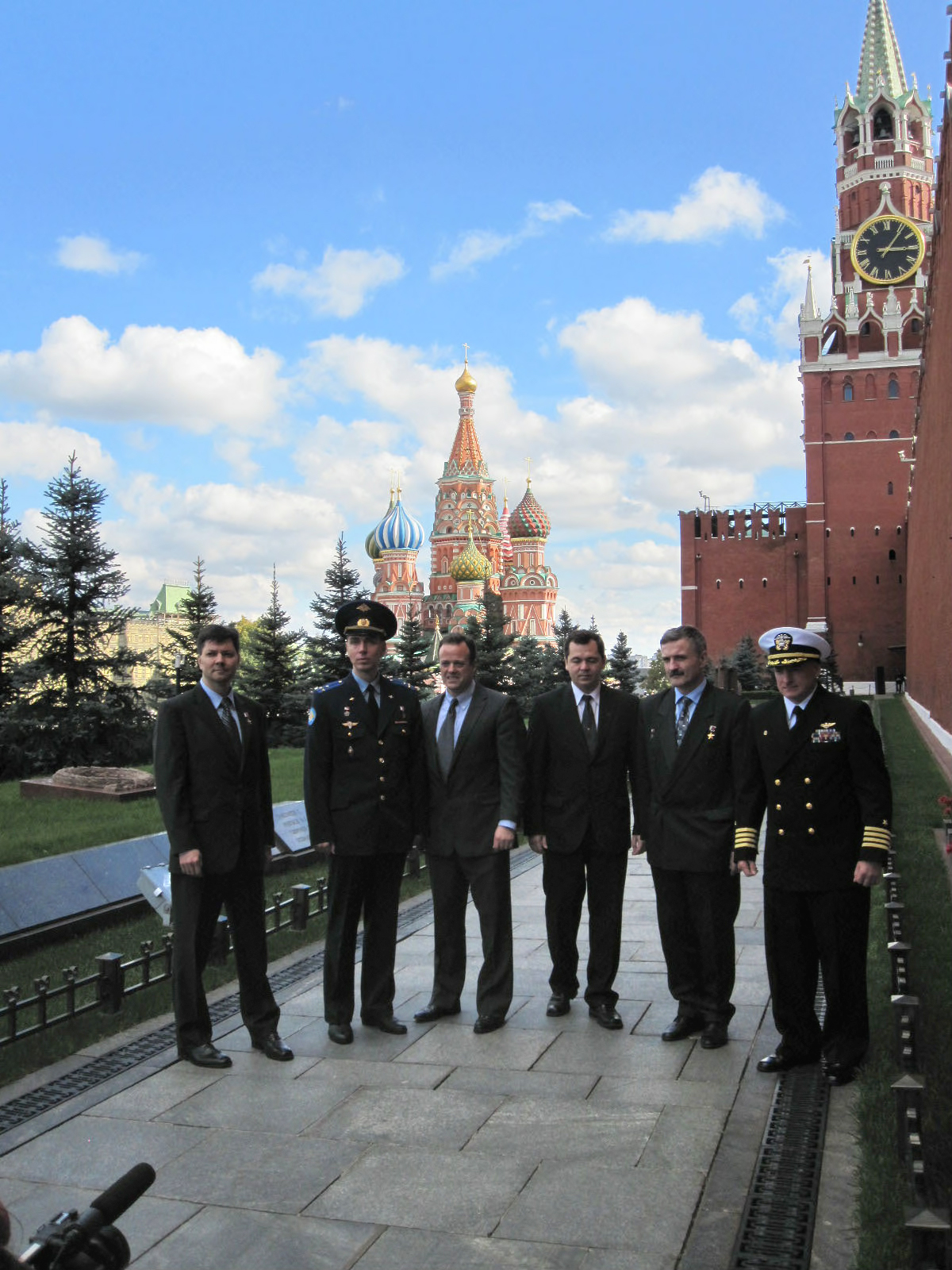
De hoofd en reservebemanning tijdens hun ceremoniële tour op 17 September 2010.

- Aleksandr Kaleri (5) - Bevelhebber
- Scott Kelly (3) - Piloot 1
- Oleg Skripotsjka (1)- Piloot 2